# Giacomo Caimo
Giacomo Caimo (talvolta anche Jacopo) (Udine, 24 agosto 1609 – Padova, 24 febbraio 1679) è stato un giurista italiano.

## Biografia

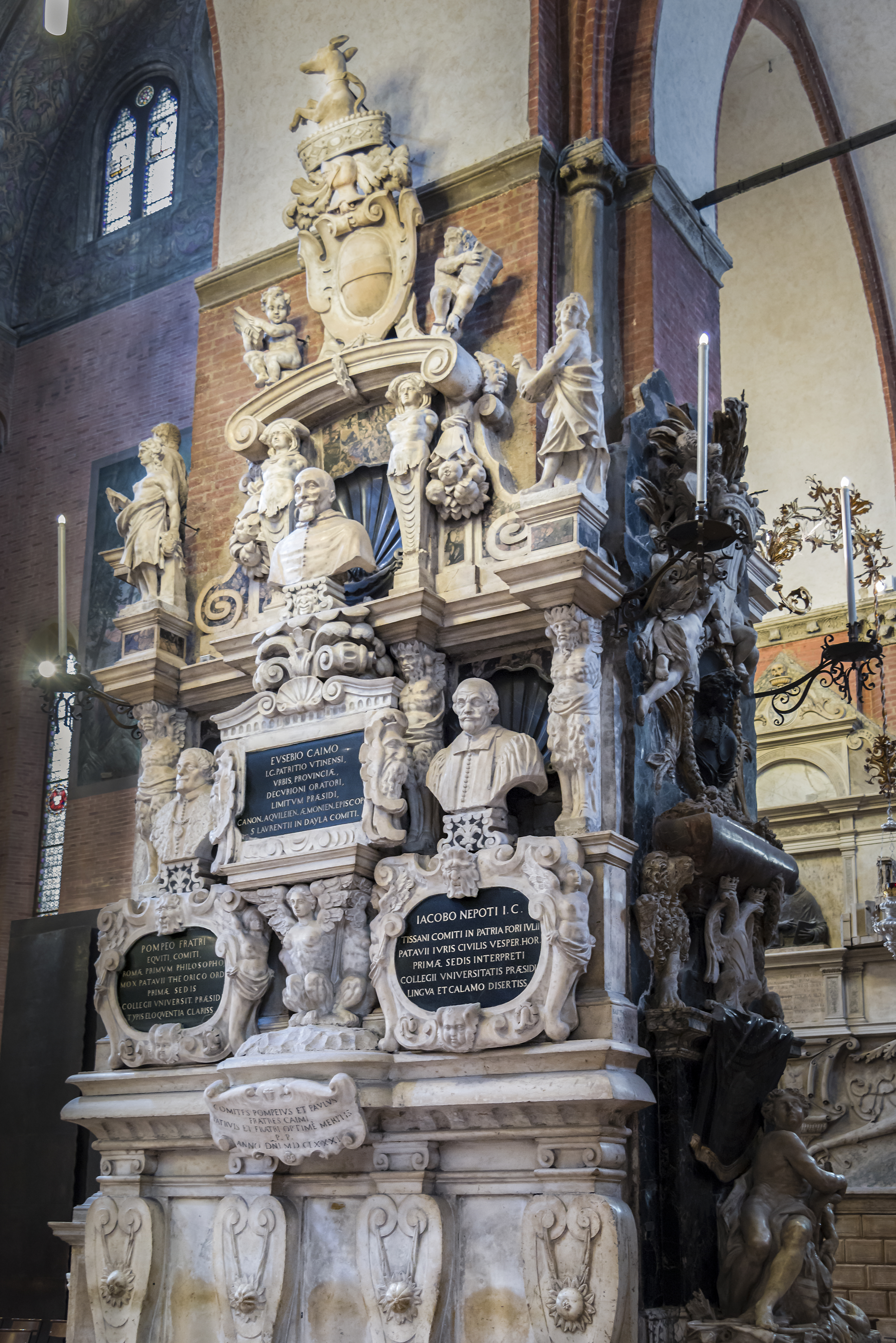
Padova - Basilica del Santo - Monumento Caimo con i busti di Eusebio (in alto), di Pompeo (in basso a sinistra) e di Giacomo (in basso a destra).

Nato ad Udine e compiuti i primi studi nella città friulana, il giovane Caimo si trasferì a Roma presso lo zio paterno Pompeo, che lo collocò come paggio presso il principe Peretti, fratello del cardinal Montalto di cui lo zio era medico. Seguì lo zio quando questi ottenne la cattedra di medicina teorica all'Università di Padova e il giovane Caimo si laureò in utroque iure l'8 giugno 1629.
Nella città veneta si era comunque già messo in evidenza nel 1627 con l'opera Panegirico per Girolamo Lando, podestà di Padova nel fine del Reggimento, anche se lo scritto era lavoro dello zio, il quale aveva preferito non esporsi in prima persona.
Dopo la morte dello zio, avvenuta nel 1631, gli furono affidati vari corsi presso l'Università, sia grazie alle benemerenze acquisite dallo zio, che aveva donato la sua biblioteca personale, sia alle amicizie di famiglia.

## Opere
- De jure belli - Padova - 1678